# 奧爾達巴瑟區
42°35′41″N 69°15′20″E / 42.5947°N 69.2556°E

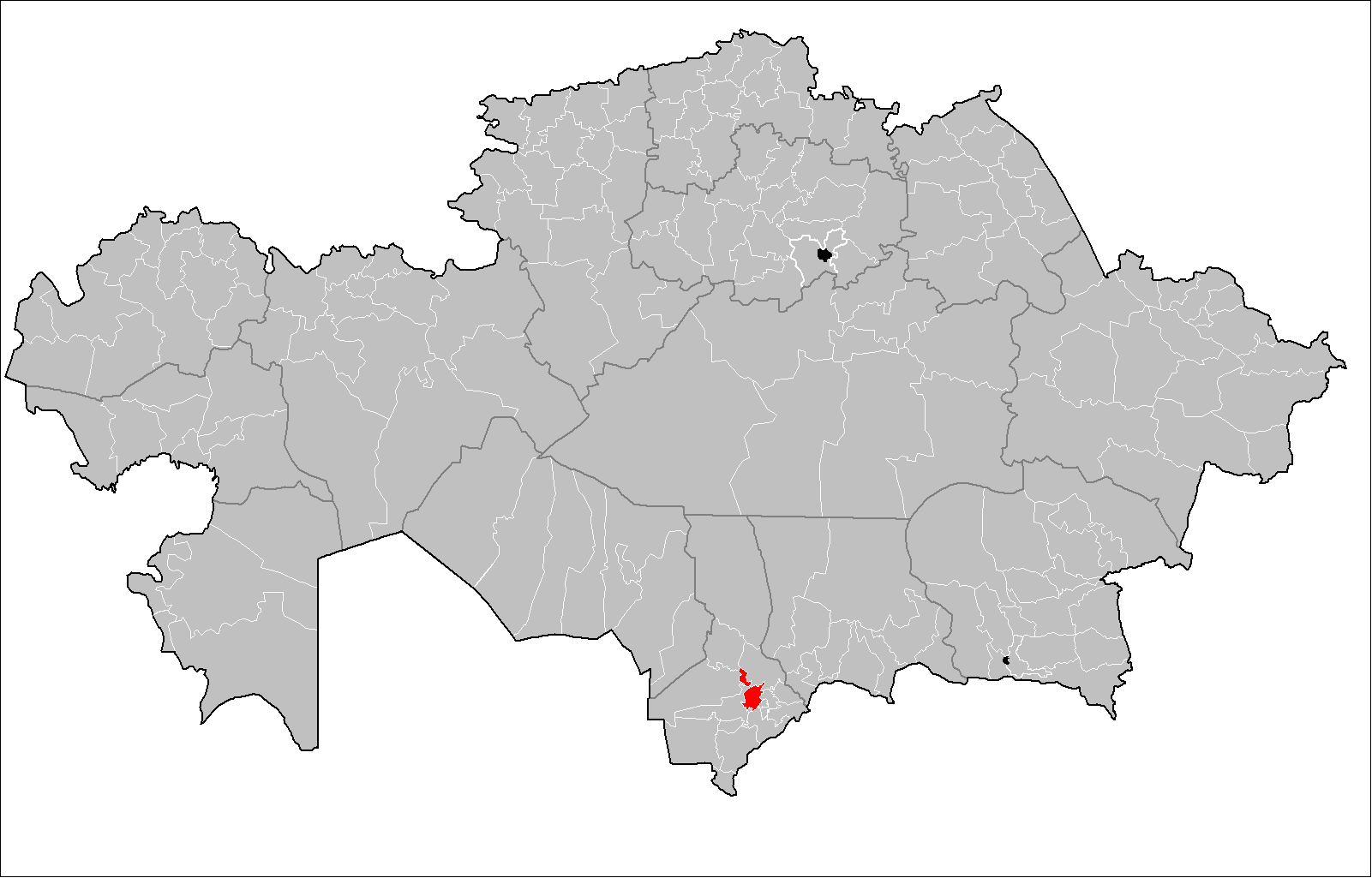

奧爾達巴瑟區是哈薩克斯坦的行政區，位於該國南部，由突厥斯坦州負責管轄，首府設於鐵米爾蘭，始建於1964年，面積2,700平方公里，2019年人口118,916。